# Josefa Butteau
Josefa Butteau (rozená Walter, 1753 Vídeň – 5. ledna 1815 Praha) byla rakouská divadelní herečka a baletka dlouhodobě působící v Čechách.

## Životopis
Narodila se roku 1753 ve Vídni. Od roku 1771 byla vdaná za francouzského herce a tanečníka Jeana Butteaua, žijícího v Habsburské monarchii. Rovněž byla matkou Kathariny Butteau, pozdější herečky a tanečnice. Od roku 1771 byla angažována jako baletka a tanečnice pantomimy v baletu dvorního divadla ve Vídni, dále ve vídeňském Theater auf der Wieden, posléze u německy hrající společnosti v Brně. Roku 1778 nastoupila do divadla v Kotcích v Praze a v roce 1783 začala hrát ve Stavovském divadle.
V letech 1790 až 1792 působila jako herečka v českém Vlastenském divadle, souboru s ambicí hrát divadlo česky pod vedením Václava Tháma, sídlící v dřevěné divadelní budově v dolní části Koňského trhu (pozdější Václavské náměstí). Hrál se zde však také německý repertoár. Butteau zde byla patrně angažována také v českých hrách.
V letech 1792 až 1798 pak opět hrála ve Stavovském divadle. Jako herečka byla známá především svými rolemi důvěrnic.
Zemřela 5. ledna 1815 v Praze ve věku 61, nebo 62 let.
Manžel Jean Butteau se, neznámo přesně kdy, s dcerou Katharinou přesunuli z Prahy do Vídně.